# Yan Fang
Yan Fang, né le 28 octobre 1955 à Pékin, est un ancien joueur international de volley-ball chinois désormais entraineur. Depuis 1993, il est l'entraîneur emblématique de l'équipe de volley-ball féminin de Cannes.

## Clubs (entraîneur)
| Club      | Pays   | De         | À            |
| --------- | ------ | ---------- | ------------ |
| VBC Riom  | France | 1990-1991  | 1992-1993    |
| RC Cannes | France | 1993-1994  | 2015-2016    |
| France    | France | avril 2007 | octobre 2007 |

## Palmarès entraîneur
- Ligue des champions (2)
  - Vainqueur : 2002, 2003
  - Finaliste : 2006, 2012

- Top Teams Cup
  - Finaliste : 1998

- Championnat de France (20)
  - Vainqueur : 1993, 1995, 1996, 1998, 1999, 2000, 2001, 2002, 2003, 2004, 2005, 2006, 2007, 2008, 2009, 2010, 2011, 2012, 2013, 2015
  - Finaliste : 1993, 1992, 1994, 1997

- Coupe de France (19)
  - Vainqueur : 1991, 1996, 1997, 1998, 1999, 2000, 2001, 2003, 2004, 2005, 2006, 2007, 2008, 2009, 2010, 2011, 2012, 2013, 2014
  - Finaliste : 1992, 1993, 1994, 1995, 2002

- Tournoi de la Ligue (3)
  - Vainqueur : 2000, 2001, 2003